# Brigetta Barrett
Brigetta Barrett (née le 24 décembre 1990 à Westchester) est une athlète américaine spécialiste du saut en hauteur.

## Carrière

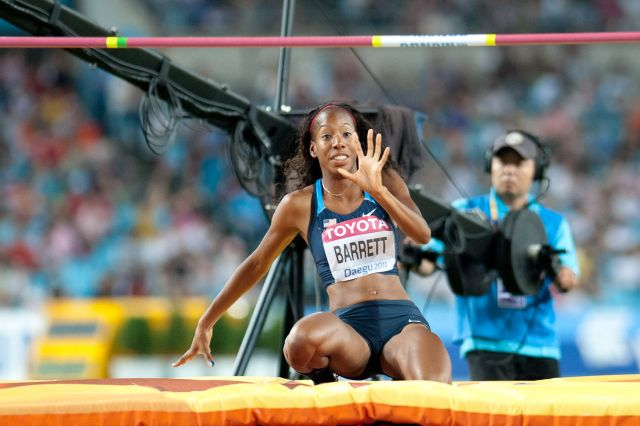
Brigetta Barrett aux mondiaux de 2011

Étudiante à l'Université de l'Arizona, elle remporte les championnats NCAA 2011 en salle et en plein air, avant de décrocher fin juin son premier titre national senior à l'occasion des Championnats des États-Unis de Eugene où elle établit un nouveau record personnel avec 1,95 m. Quelques jours avant les Championnats du monde 2011, l'Américaine remporte le titre des Universiades d'été de Shenzhen, et ajoute un centimètre à son record personnel en effaçant une barre à 1,96 m. Elle se classe dixième des Championnats du monde de Daegu avec un saut à 1,93 m.
Brigetta Barrett se classe deuxième des sélections olympiques américaines 2012, à Eugene, battue seulement aux essais par Chaunté Lowe avec la marque de 2,01 m. Lors des Jeux de Londres, en août 2012, l'Américaine efface une barre à 2,03 m à son deuxième essai et améliore de deux centimètres son record personnel. Elle termine deuxième du concours, derrière Anna Chicherova (2,05 m) et devant Svetlana Shkolina (2,03 m également).
En 2013, Brigetta Barrett s'adjuge ses troisièmes titres NCAA consécutifs en plein air et en salle. Fin juin, à Des Moines, elle remporte son second titre de championne des États-Unis, en améliorant d'un centimètre son record personnel avec 2,04 m, meilleure performance mondiale de l'année. Aux Championnats du monde de Moscou elle gagne la médaille d'argent avec un saut à 2,00 m. Le 2 février 2019, la russe Svetlana Shkolina initialement vainqueur est disqualifiée pour dopage par le TAS, le titre revient donc à Brigetta Barrett.

### Blessures et retraite sportive (2016)
Après des soucis physiques en 2014 où elle n'a pu franchir qu'1,95 m, Brigetta Barrett ne participe à aucune compétition en 2015 et ne participe pas aux Championnats du monde de Pékin. Elle fait son retour sur les pistes le 22 janvier 2016 à Albuquerque avec 1,84 m mais cette performance reste bien en deçà de ses espérances.
À la suite de cet échec, elle met un terme à sa carrière sportive à l'âge de 25 ans, se concentrant sur ses affaires personnelles. Elle accepte tout de même à participer en septembre suivant au DécaNation à Marseille où elle franchit 1,85 m.

### Retour sur sa décision (2017)
Le 11 avril 2017, Brigetta Barrett annonce sur instagram son retour à la compétition. Elle a ouvert sa saison trois jours plus tôt où elle franchit 1,85 m, juste derrière Levern Spencer (1,88 m). 
4 jours plus tard, elle participe au Long Beach State Invitational où elle s'impose avec 1,91 m, son meilleur saut depuis 2014 (1,95 m). Le 17 mai à Baie-Mahault, elle franchit 1,87 m. Elle échoue au pied du podium des Championnats des Etats-Unis, ratant sa qualification pour les Championnats du monde de Londres.

## Palmarès

### International
| Date | Compétition           | Lieu     | Resultat | Marque |
| ---- | --------------------- | -------- | -------- | ------ |
| 2011 | Universiade           | Shenzhen | 1re      | 1,96 m |
| 2011 | Championnats du monde | Daegu    | 9e       | 1,93 m |
| 2012 | Jeux olympiques       | Londres  | 2e       | 2,03 m |
| 2013 | Championnats du monde | Moscou   | 1re      | 2,00 m |

### National
- Championnats des États-Unis :
  - Plein air : vainqueur en 2011 et 2013 ; 2e en 2012 ; 2e en 2014
  - Salle : vainqueur en 2011
- Championnats NCAA
  - Plein air : vainqueur en 2011, 2012 et 2013
  - Salle : vainqueur en 2011, 2012 et 2013

## Records
| Épreuve         | Épreuve   | Performance | Lieu         | Date            |
| --------------- | --------- | ----------- | ------------ | --------------- |
| Saut en hauteur | Plein air | 2,04 m      | Des Moines   | 22 juin 2013    |
| Saut en hauteur | Salle     | 1,97 m      | Fayetteville | 27 janvier 2012 |